# Missy Crider
Missy Crider (* 13. Juni 1974 in Columbia, South Carolina als Melissa Anne Crider) ist eine US-amerikanische Schauspielerin.

## Leben
Crider begann ihre Karriere im Alter von zwölf Jahren mit diversen Rollen im Fernsehen und in Musicals in New York City. 1992 machte sie ihren Highschool-Abschluss und zog nach Los Angeles. Seitdem war sie in zahlreichen Fernsehproduktionen zu sehen und hatte einige Auftritte in Filmen wie Sex Monster (1999), Dämonisch (2001) und Liebe mit Risiko – Gigli (2003).
Crider war mit dem Schauspieler James Woods liiert.

## Filmographie (Auswahl)
- 1987: Time Out for Dad (Fernsehfilm)
- 1987: The Incredible Ida Early (Fernsehfilm)
- 1989: Der Ruf des Adlers (Lonesome Dove, Fernsehserie, 2 Episoden)
- 1993: Aufruhr in Little Rock (The Ernest Green Story, Fernsehfilm)
- 1993: Mein Herz will Rache (A Mother’s Revenge, Fernsehfilm)
- 1994: Das Haus des Anderen (Jane’s House, Fernsehfilm)
- 1995: Sein Name war Haß (A Boy Called Hate)
- 1995: Powder
- 1996: Murder One (Fernsehserie, 7 Episoden)
- 1996: Beast – Schrecken der Tiefe (The Beast)
- 1997: Quicksilver Highway (Stephen King’s Quicksilver Highway)
- 1997: Stardust – Entscheidung in Hollywood (Stand-ins)
- 1999: Sex Monster (The Sex Monster)
- 2000: The Others (Fernsehserie, 13 Episoden)
- 2001: Mulholland Drive – Straße der Finsternis (Mulholland Drive)
- 2001: CSI: Vegas (Fernsehserie, Episode: Burked)
- 2001: Tödliche Tarnung (Instinct to Kill)
- 2001: Dämonisch (Frailty)
- 2003: Reeseville
- 2003: Liebe mit Risiko – Gigli (Gigli)
- 2004: Until the Night
- 2004: CSI: Miami (Fernsehserie, Episode: Lost Son)
- 2005: Dr. House (Fernsehserie, Episode: Role Model)
- 2006: Seclusion
- 2007: 24 (Fernsehserie, 4 Episoden)
- 2007: Along the Way
- 2008: Butterfly Dreaming
- 2009: 90210[1] (Becky UberStylist, Episode: Zero Tolerance)
- 2013: Criminal Minds (Fernsehserie, Episode: Pay It Forward)
- 2014: Cry of the Butterfly